# Schnyborody
Schnyborody (ukrainisch Жнибороди; russisch Жнибороды Schniborody, polnisch Żnibrody) ist ein Dorf im Süden der ukrainischen Oblast Ternopil mit etwa 678 (2015) Einwohnern.
Das 1436 unter dem polnischen Namen Niezbrody erstmals schriftlich erwähnte Dorf liegt im Rajon Tschortkiw etwa 100 km südlich der Oblasthauptstadt Ternopil an beiden Ufern des kleinen Flusses Prowal (Провал) auf der Podolischen Platte.
Am 12. Juni 2020 wurde das Dorf ein Teil der Stadtgemeinde Butschatsch im Rajon Butschatsch; bis dahin bildete es die Landratsgemeinde Schnyborody (Жниборідська сільська рада/Schnyboridska silska rada) im Süden des Rajons Butschatsch.
Am 17. Juli 2020 wurde der Ort Teil des Rajons Tschortkiw.

## Architektur

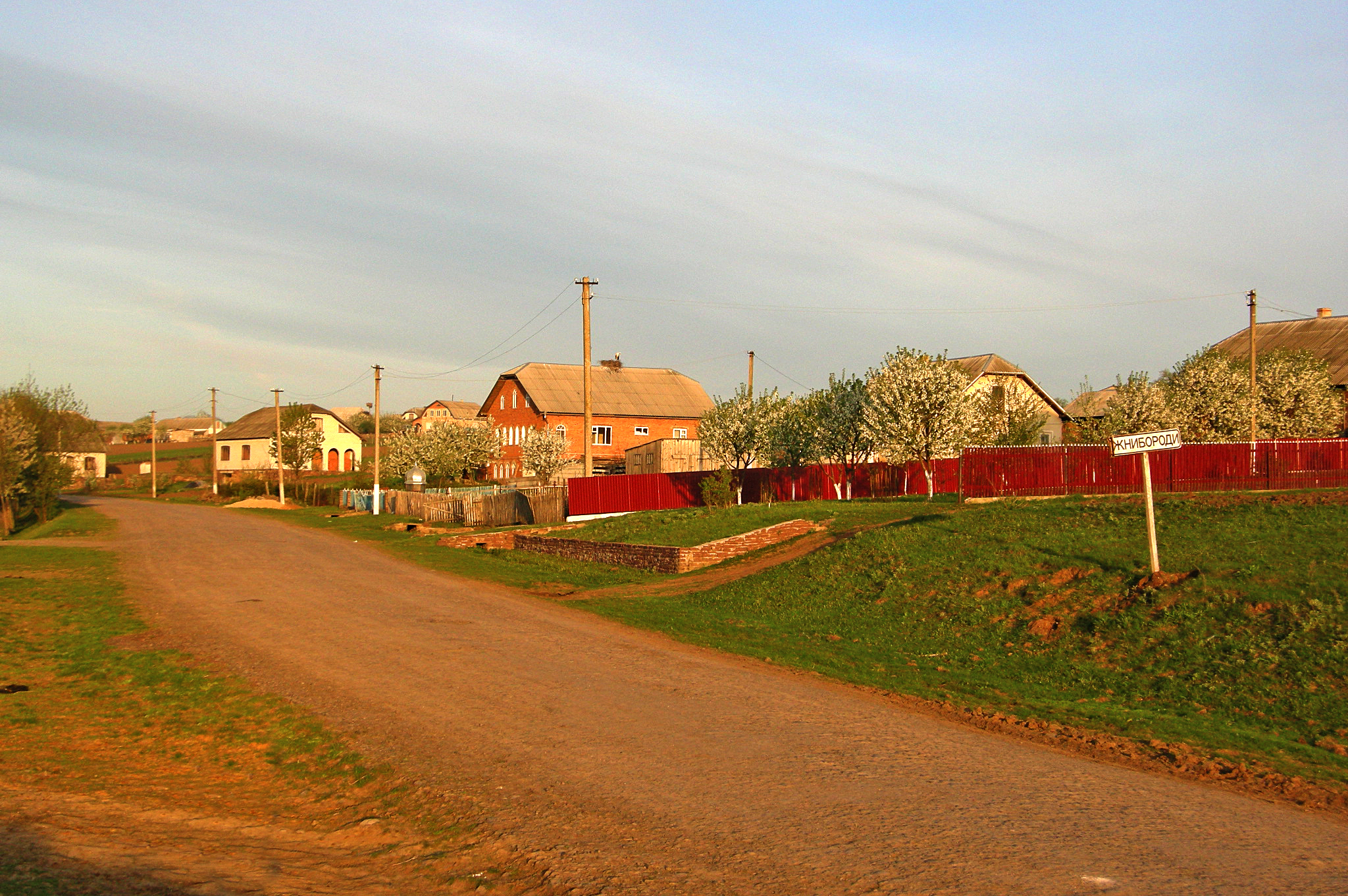
Dorf Schnyborody

- Kirche St. Michael (Ukrainische griechisch-katholische Kirche)
- Kirche der Himmelfahrt des Herrn (Orthodoxe Kirche der Ukraine)

## Söhne der Gemeinde
- Mychajlo Kutscher (Михайло Кучер; * 1955), Mediziner, Pharmakologe
- Mykola Wassyletschko (Микола Василечко; * 1974), Ethnograph, Journalist und Fotograf